# Außenmühlenteich
Der Außenmühlenteich ist ein künstlicher See in Hamburg-Wilstorf.

## Beschreibung
Das Gewässer befindet sich südlich des Zentrums von Hamburg-Harburg. Ein 250 Meter langer Damm staut hier den circa 4 Kilometer südlich von Harburg entspringenden Mühlenbach. Der Außenmühlenteich hat eine Nord-Süd-Ausdehnung von ungefähr 1 Kilometer Länge und eine durchschnittliche Breite von 250 Metern. Er entwässert größtenteils unterirdisch über die Engelbek in den Seevekanal. Die Gesamtwasserfläche beträgt 25,9 Hektar. Am Süd- und Westufer des Außenmühlenteichs befindet sich der Harburger Stadtpark, am Ostufer liegt mit dem Erlebnisbad MidSommerland ein Hallen- und Freibadkomplex.

## Geschichte
Der Teich geht zurück auf die 1564/65 durch Otto II. errichtete Butenmühle. Zu dieser Zeit bestand ein Mahlzwang für die umliegenden Geestdörfer. Im Erbregister von 1667 wird der Außenmühlenteich als größter Fischteich des Amts Harburg erwähnt. Die namensgebende Mühle, die etwa in der Mitte des Damms gelegen hat, wurde 1930 abgebrochen.
Der Außenmühlenteich ist heute ein Naherholungsziel.